# HD 189733 Ab
HD 189733 Ab è un pianeta extrasolare scoperto nel 2005 in orbita intorno alla stella HD 189733 A, quando astronomi francesi guidati da François Bouchy dell'Astrophysics Laboratory di Marsiglia hanno osservato transitare il pianeta sulla sua stella madre. Si tratta di un gigante gassoso simile a Giove, classificabile tra i pianeti gioviani caldi. Possiede una massa del 16% superiore a quella di Giove, e orbita attorno alla sua stella ogni 2,2 giorni ad una velocità orbitale di 152,5 km/s, quindi è un pianeta con scarse prospettive per la vita.

## Caratteristiche

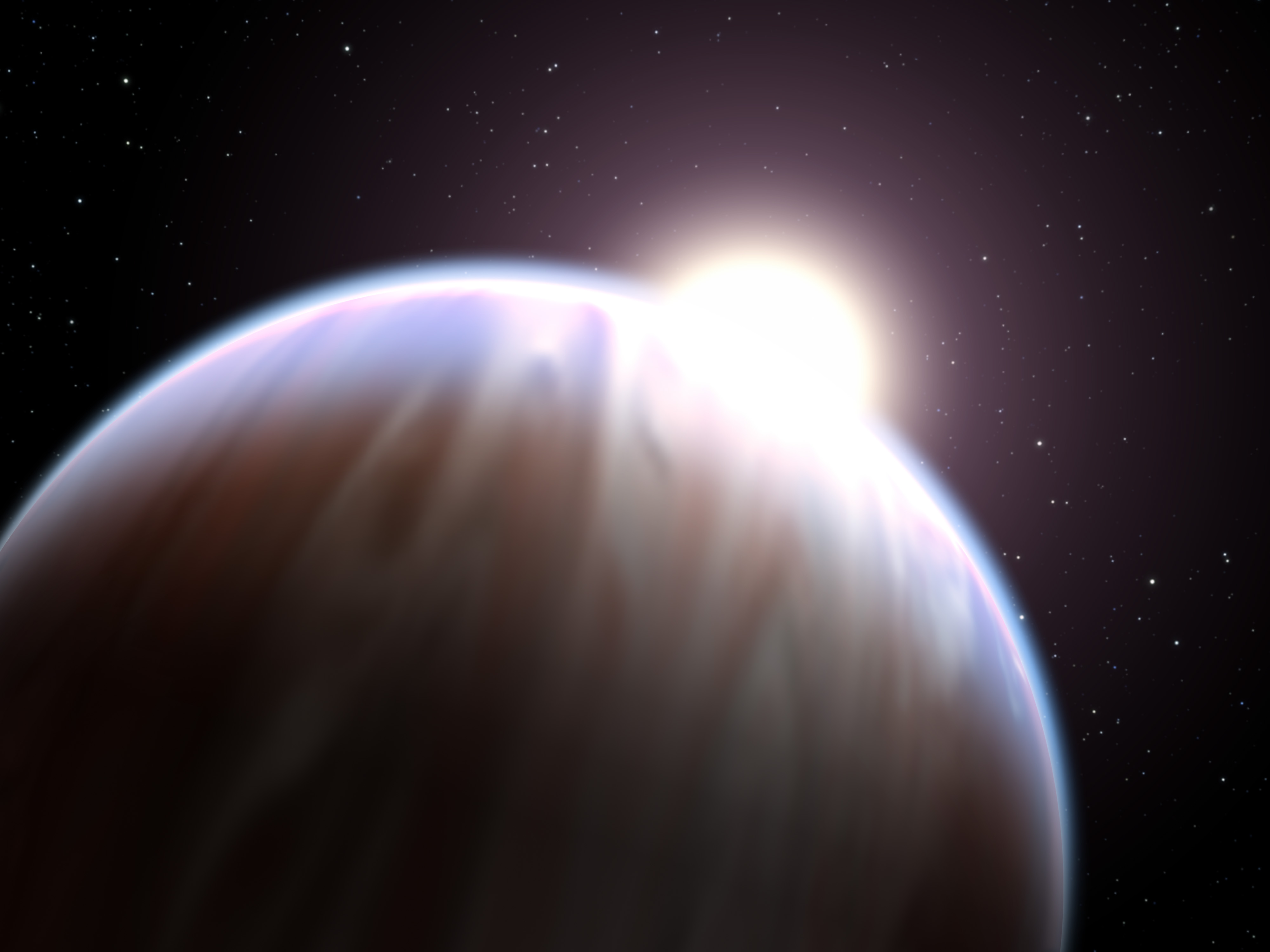
Rappresentazione artistica del pianeta.

Il pianeta orbita attorno alla stella HD 189733 A, una nana arancione situata a 63 anni luce dal Sole in direzione della Nebulosa Manubrio, a una distanza che supera appena il 3% quella della Terra dal Sole; si tratta quindi di un classico Giove caldo. Massa e raggio sono leggermente maggiori di quelli di Giove, ma la caratteristica peculiare del pianeta è l'estrema vicinanza alla stella madre, attorno a cui orbita in appena 2 giorni ad una distanza di 4,5 milioni di chilometri.

### Temperatura
Nel 2006 un gruppo di studiosi guidato da Drake Deming ha annunciato di aver individuato forti emissioni termiche provenienti dal pianeta, grazie alle osservazioni effettuate tramite il telescopio spaziale Spitzer. La scoperta ha permesso di fornire una stima precisa della temperatura superficiale del pianeta. Il telescopio Spitzer osservò per 33 ore consecutive il pianeta a partire da quando solo il suo lato oscuro era visibile dalla Terra, eseguendo per la prima volta una mappatura termica su un pianeta extrasolare. Poiché orbita vicino alla propria stella, il pianeta è in rotazione sincrona con essa volgendole sempre lo stesso emisfero. Come previsto, la temperatura è risultata maggiore sul lato perennemente illuminato tuttavia, probabilmente per i forti venti che caratterizzano l'atmosfera del pianeta e che spirano alla velocità di 7.000 km/h, il calore viene distribuito anche sul lato oscuro, dove è stata stimata una temperatura di poco superiore ai 900 K, contro i 1200 K della superficie illuminata.
Studi successivi hanno stimato la temperatura superficiale del pianeta con due tecniche diverse ottenendo un valore tra i 1340 e i 1540 K.

### Composizione chimica
Nel 2007 grazie a analisi spettrometriche è stata annunciata la presenza di vapore acqueo nell'atmosfera del pianeta. È il secondo pianeta extrasolare in cui sono state trovate evidenze di acqua.
La presenza di molecole di acqua nell'atmosfera del pianeta è stata confermata nel 2018 da uno studio basato su osservazioni effettuate con il telescopio nazionale Galileo utilizzando lo spettrografo Giano che, mediante una tecnica avanzata denominata spettroscopia a trasmissione, consente di estrapolare i deboli segnali di assorbimento molecolare dal segnale dominante presente nei dati.
Nonostante il pianeta non sia abitabile, visto che la temperatura atmosferica supera i 1000° C, la scoperta di acqua aumenta la probabilità che questo elemento essenziale per la vita possa trovarsi anche in pianeti più simili alla Terra.
Nel marzo 2008 è stato pubblicato un articolo di Giovanna Tinetti sulla rivista Nature, secondo cui i dati ricevuti dal telescopio Hubble hanno indicato la presenza sul pianeta stesso di molecole di metano: si tratta della prima individuazione di questa molecola organica su di un pianeta extrasolare.
Nel dicembre 2008 dall'analisi dei dati raccolti dal Telescopio spaziale Hubble è stata individuata la presenza di anidride carbonica nell'atmosfera del pianeta. Successivamente osservazioni con il Very Large Telescope hanno rilevato nel lato illuminato del pianeta la presenza anche del monossido di carbonio.
Osservazioni effettuate nel 2019 con il Large Binocular Telescope mediante la tecnica della spettroscopia di trasmissione hanno evidenziato la presenza in atmosfera di potassio, elemento rilevato per la prima volta in un pianeta extrasolare. Ulteriori e dettagliati studi effettuati nel 2020 in luce ottica e infrarossa con gli spettrografi ad alta risoluzione Giano-B e Harps-N installati al Telescopio Nazionale Galileo hanno evidenziato la presenza di elio gassoso nell’atmosfera. Le osservazioni sono state effettuate nel corso di cinque transiti avvenuti in circa undici giorni.

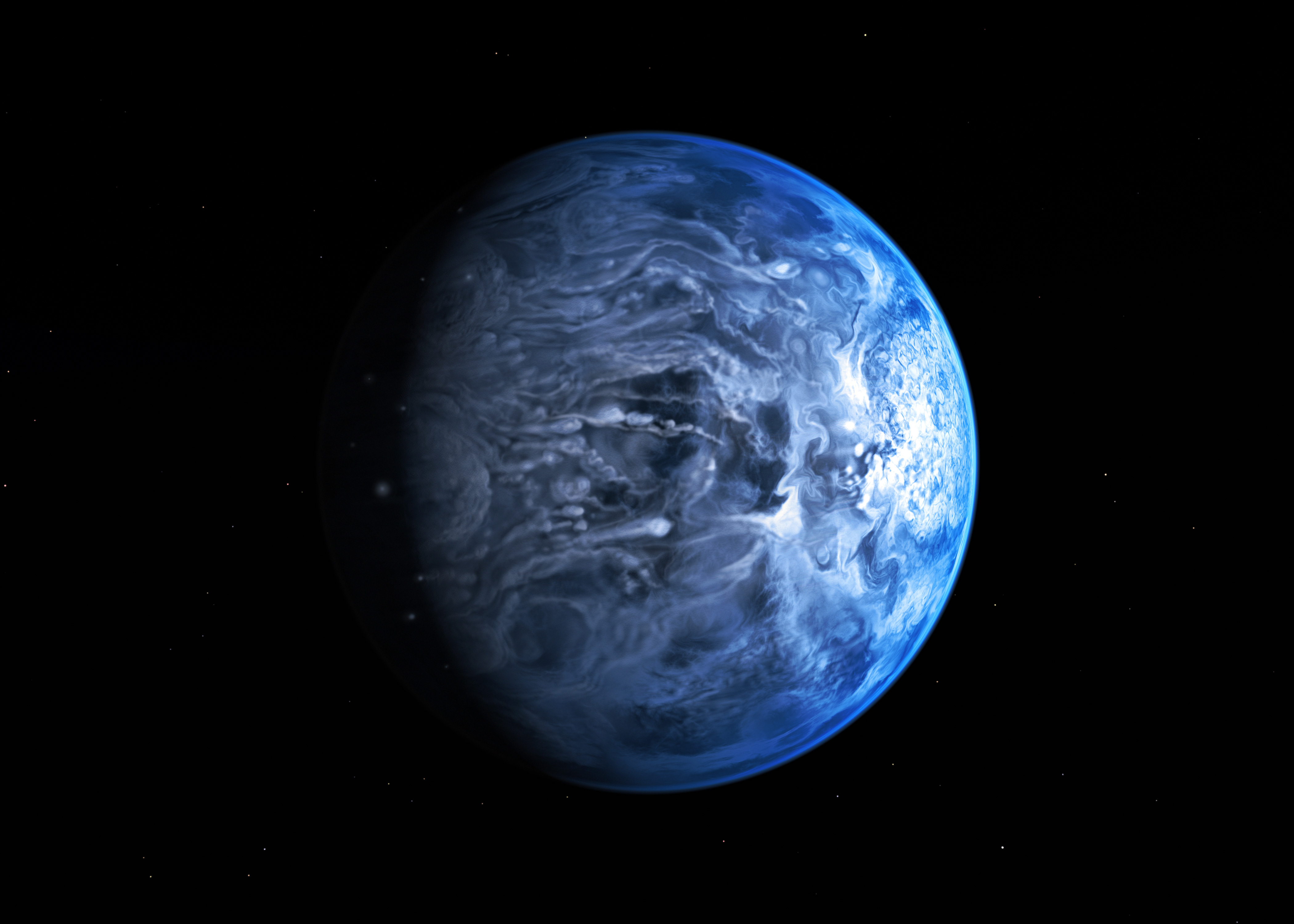
HD 189733 b in un'immagine artistica dopo la conferma della sua colorazione in luce visibile.

### Colore in luce visibile
Nel 2008 per la prima volta fu monitorata tramite polarimetria la radiazione visibile emanata dal pianeta. Nel 2011 i risultati furono migliorati da altre osservazioni che indicavano che l'albedo del pianeta era significativamente più grande in luce blu che in luce rossa, probabilmente a causa all'assorbimento delle lunghezze d'onda tendenti al rosso per effetto dello scattering di Rayleigh.
Nel luglio 2013 grazie a un gruppo coordinato dall'università britannica di Oxford viene pubblicato sulla rivista Astrophysical Journal Letters la conferma del colore di questo pianeta. La conferma è stata possibile grazie ai dati del telescopio spaziale Hubble; HD 189733 Ab si presenta blu cobalto e anche se il colore ricorda quello della Terra vista dallo spazio, in realtà è un pianeta molto diverso dal nostro: il suo colore non è dovuto agli oceani, ma alla sua atmosfera nebbiosa e turbolenta (venti violentissimi che soffiano a 7.000 chilometri orari) dove le particelle di silicati, che danno vita a una pioggia di vetro, riflettono la luce blu.